# Bitwa pod Nakłem (1109)
Bitwa pod Nakłem – jedna z bitew mających miejsce podczas podboju Pomorza przez Bolesława III Krzywoustego. 
Latem 1109 roku Bolesław Krzywousty zorganizował wyprawę na Pomorze w celu zabezpieczenia północnych granic w obliczu zbliżającego się najazdu władcy Niemiec Henryka V. Według Galla Anonima celem wyprawy Krzywoustego nie było samo zdobycie grodu Nakła nad Notecią, lecz sprowokowanie Pomorzan do walnej bitwy. 10 sierpnia 1109 roku doszło do starć oblegających gród wojsk polskich z idącymi z odsieczą oddziałami pomorskimi. Wojska Bolesława Krzywoustego rozbiły oddziały Pomorzan i zajęły poddające się Nakło.